# Dicranomyia (Dicranomyia) troglophila
Dicranomyia (Dicranomyia) troglophila is een tweevleugelige uit de familie steltmuggen (Limoniidae). De soort komt voor in het Neotropisch gebied.